# Wszczęcie lub prowadzenie wojny napastniczej
Wszczęcie lub prowadzenie wojny napastniczej – pojęcie z zakresu prawa międzynarodowego, pod którym rozumie się zbrojny akt agresji na terytorium obcego państwa. Za wszczęcie wojny rozumie się także wypowiedzenie wojny napastniczej.
W polskim prawie jest to zbrodnia, stypizowana w art. 117 k.k., za którą grozi kara pozbawienia wolności na czas nie krótszy niż 12 lat albo kara dożywotniego pozbawienia wolności.
Z dniem 8 września 2010 roku weszła nowelizacja Kodeksu karnego, która dodała do art. 117 § 3 k.k. nowy czyn zabroniony polegający na publicznym pochwalaniu wszczęcia lub prowadzenia wojny napastniczej, za który grozi kara pozbawienia wolności od 3 miesięcy do lat 5.